# San José Iturbide
San José Iturbide – miasto w Meksyku, w stanie Guanajuato.